# Alberto Rosso
Alberto Rosso (Torino, 14 agosto 1914 – Torino, 24 ottobre 1991) è stato un calciatore italiano, di ruolo terzino.

## Carriera
Giocò in Serie A con Torino, Alessandria, Livorno e Napoli.

## Palmarès

### Club

#### Competizioni nazionali
- Serie C: 1

Salernitana: 1942-1943